# Patrici Ararsi
Patrici Ararsi (en llatí Patricius Ararsius, en grec Πατρίκιος Ἀράρσιος) va ser un escriptor cristià. Tot i el seu nom, probablement era d'origen grec. La seva època és desconeguda.
Va escriure un discurs en grec titulat en llatí Oceanus, un passatge del qual és reproduït al Synodicon vetus de Fabricius. El fragment s'anomena Πατρικίου Ἀραρσίου τοῦ μάκαρος, ἐκ τοῦ λόγου αὐτοῦ τοῦ ἐπιλεγομένου Ὠκεανοῦ.